# Артроза
Артроза, остеоартроза, остеоартритис , (лат. arthrosis, osteoarthrosis) је дегенеративно обољење периферних зглобова. Болест настаје као последица дегенеративних промена у појединим деловима зглоба - хрскавица, зглобна чаура, зглобне везе - због истрошености и употребе зглоба под великим оптерећењем, што доводи до субхондралне склерозе кости и хипертрофичних промена по ободу кости (остеофити) Промене најпре захватају зглобну хрскавицу, а касније и коштано и околно меко ткиво. Промене на хрскавици развијају се одређеном брзином, првенственом на местима највећег оптерећења у облику омекшања и поступне дегенерације. Ако болест захвати већи број зглобова онда говоримо о полиартрози.
Дегенеративна обољења зглобова су распрострањене болести, од којих претежно оболевају старије особе, мада и млађи нису поштеђени. Од ове болести подједнако су угрожени и мушкарци и жене, нешто више жене после 55 године. У једном истраживању у Енглеској, артроза је откривена у 87% жена и 83% мушкараца у доби од 55. до 64. године живота. Утврђена је и у 10% испитаника у доби од 15. до 25. године.
Артротичне промене рендгенолошки су откривене код 80% испитаника старијих од 55 година, док је клиничке манифестације имало само 15-20% испитаника. У развијеним земљама дегенеративна обољења зглобова су на првом месту међу узроцима одсуствовања са посла, што говори о њиховом изузетном епидемиолошком значају.
Артроза се не може излечити. Она ће се најчешће погоршати током времена. Међутим, правилним и континуираним лечењем симптоми се могу контролисати .
Прогноза дегенеративних обољења зглобова је релативно добра осим код коксартрозе и гонартрозе. Сама болест не утиче на опште стање и дужину живота.

## Етимологија
Термин артроза (остеоартритис) генерално означава групу болести различитих етиологија са сличним биолошким, морфолошким и клиничких исходом, у коме патолошки процес обухвата не само промене на зглобној хрскавици, већ и промене на целом зглобу, укључујући субхондрални део кости, лигаменте, зглобне капсуле, синовијалне мембране и периарткуларне (околозглобне) мишиће.
Како су у основи болести дегенеративне промене, примарно изазване дегенерацијом хрскавице, на коју се надовезује инфламаторни одговор, артроза је често називана и артритис. Како је артроза увек повезана и са деформацијом коштаног ткива, стога се она често називала и остеоартритис или деформишући артритис (лат. arthritis deformans). Тако су током времена за ову болест употребљавани многи називи као што су; артритис, старачки артритис, деформишући артритис, хипертрофични остеоартритис, артроза, остеоартроза.
Како се данас сви реуматолози слажу да је артроза дегенеративно обољење изазвано дегенерацијом хрскавице а не запаљењским процесом, полако се напушта примена назива са префиксом „итис“ (лат. itis) на завршетку дијагнозе. И поред тога терминолошки - остеоартроза, артритис, остеоартритис, деформишући артритис - тренутно су у МКБ-10: Међународној класификацији болести представљени као синоними исте болести. Најчешће, коришћеним термином „остеоартритис“ у пракси служи за означавање хроничне прогресивне болести синовијалних зглобова.
Ако болест захвати већи број зглобова онда говоримо о полиартрози, најчешће присутној на малим зглобовима (нпр зглобовима кичменог стуба). Тако се у последње време све чешће у литератури наилази и на термин „дегенеративно обољење зглобова и кичме.“.
Изоловани или локализовани облици артроза (који се јављају само на једном зглобу) називају се моноартроза–моноостеоартроза, а генерализовани облици на више зглобова носе назив полиартроза–полиостеоартроза.
Неке најчешће врсте артроза добиле су своје појединачне називе; нпр гонартроза (грч. γονυ - колено) који се користи да означи остеоартрозу колена, коксартроза (лат. coxa - бедро) да означи остеоартрозу бедра (кука).

## Историја
Артроза (остеоартритис) је најчешћа болест зглобова у свету, не само међу људима већ и међу животињама (нпр. артроза слабинског дела кичме коња и кука гориле). Дегенеративне промене нађене су на остацима скелета праисторијских животиња и људи (мезозоички диносаур, неандерталски човек, крапински прачовек 40.000. п. н. е.).
На основу истраживања Паркера из 1934. године преко 60% особа старијих од 30 година имало је артрозу колена, а преко 90% особа старијих од 40 година.

## Епидемиологија
Учесталост артроза је данас већа од реуматоидног артритиса и гихта заједно. На глобалном нивоу око 250 милиона људи нпр болује од остеоартрозе зглоба колена (3,6% становништва). Од незнатног до тешког инвалидитета патило је 43,4 милиона људи од 2004. године. Артроза погађа више од 20 милиона људи у Сједињеним Америчким Државама, што чини 25% посета лекару примарне заштите, мада се статистички подаци разлику у зависности од, примењене епидемиолошке методе (нпр. коришћења радиографских критеријума) или клиничких критеријума (нпр коришћење радиографских налаза и клиничких симптома истовремено). У Сједињеним Државама, због артрозе болнички је лечено 964.000 болесника у 2011.
Процене броја оболелих варирају између различитих популација према географским. старосним, полним, расним, етничким и другим разликама
Расне разлике
Преваленца артроза разликује се међу различитим етничким групама. Поремећај више преовладава у Индијанаца а значајно мање у Кинеза из Хонгконга у односу на исту старосну групу белаца.
Код особа старијих од 65 година, артроза је чешћа у белаца него у црнаца. Колена артроза је чешће код жена црне расе у односу на жене друге расе.
Старосне разлике
На основу радиографских критеријума на хрскавици изолованих зглобова дегенеративне (артротске) промене се јављају код више од половине одраслих особа старијих од 65 година година под утицајем ове болести Процењује се да 12,1% америчке популације (скоро 21 милиона Американаца) старијих од 25 година болују од остеоартрозе, као и да ће до 2030. године 20% Американаца (око 72 милиона) након 65. рођендана бити изложено високом ризику обољевања од остеоартрозе.
Полне разлике
И мушкарци и жене оболевају од остеоартрозе. Пре 45 година живота, болест је чешћа код мушкараца, а после 45 године живота, чешће је код жена.

## Етиологија
Хрскавичаво ткиво зглобова, које је током живота под сталним утицајем дејства механичких и других сила непрекидно је изложено оштећењима, али и физиолошким процесима сталног обнављања. Зато однос између оштећивања (кидања) и обнављања хрскавице треба да буде у непрестаној функцији, како би се онолико хрскавице која је претрпела оштећење обновило. Током живота код појединих особа та равнотежа се (раније или касније) под утицајем бројних етиолошких фактора нарушава и настају дегенеративна оштећења зглобне хрскавице или артроза (остеоартроза).
Не зна се тачан узрок артрозе, али је познато да су за њен настанак одговорни многобројни фактори међу којима доминантно место има група следећих фактора: механички, генетички, метаболички и ендокрини, процес старења, фактори средине (околине) и остали фактори.
| Механички | Генетички | Метаболички и ендокрини | Фактори средине                               | Остали фактори |
| --- | --- | --- | --------------------------------------------- | --- |
| - Микро и макротрауме - Претерано оптерећење неког зглоба - Бављење једностраним спортом - Гојазност - Поремећена статика удова - Деформитети колена или кука (нпр. урођено ишчашење) - Неправилно срастао прелом - Слабост мишића | - Неки облици артрозе у одређеним породицама, - Неки облици артрозе у одређеним популацијама - Хеберденова полиартроза, честа у жена Кавказа, док је ретка код Црнаца, Ескима и Јапанки. - Аутозомно полно повезан ген који се у жена наслеђује доминантно а у мушкараца рецесивно. | - Охроноза - Алкаптонурија - Хемохроматоза - Акромегалија - Климактеријум - Шећерна болест - Неправилна исхрана - Пеџетова болест - Аваскуларна некроза кука - Таложење кристала - Реуматоидни артритис | - Начин и услови живота - Специфичности хране | - Старост - Хемоглобинопатије (нпр. болест српастих ћелија, таласемија) - Конституција - Неуровегетативни или неурогени (нпр. сирингомиелија, табес дорзалис, дијабетес) - Циркулаторни (нпр проширене вене ногу) - Статички и динамички фактори због погрешног или прекомерног оптерећења - Инфекција |

Не може се са сигурношћу рећи ни да је артроза само процес старења зглоба (како често многи истраживачи наводе у својим истраживањима због њене најчешће појаве у средњем и старијем животном добу), јер такве промене могу настати, под одређеним условима, и код релативно младих људи. Савремени начин живота становништва у развијених земљама света доводи до константног пада телесне активности која је такође једна од разлога растуће појаве остеоартрозе кука.
Битно је да је артроза хронична болест зглоба која узрокује деформацију, бол и ограничење функције зглоба. Назива се и остеоартритисом јер је утврђено да у артротски промењеном зглобу увек постоји и блага упална реакција и излив у зглобну шупљину.
Најпознатије су артрозе; коксартроза (артроза зглоба кука) и гонартроза (артроза колена), али је артроза врло често и болест малих зглобова прстију шака и кичме, у којој изазива болне симптоме у подручју леђа. Најопасније је ако погоди најактивније зглобове доњих удова, кукове и колена, јер тада оштећење може довести до инвалидности.

### Облици артроза
Историјски гледано, према етиолошким факторима артрозе су подељене на примарну (идиопатску) и секундарну форму, мада је ова подела помало вештачка

#### Примарна артроза
Дефиниција примарне артрозе је „магловита“ и најчешће се сматра последицом процеса старења. Тако би према овој дефиницији артроза требало да буде учесталија код старијих особа. Међутим у пракси најчешће коришћен термин, старење, који се у артрози односи на процес дегенерације зглобне хрскавице је веома погрешан. Многим истраживањима дошло се до закључка да патолошке промене у артрози нису увек везане за старије особе, нити се може наћи било каква веза између степена оштећен хрскавице (нпр. главе бутне кости) и старости пацијента.
На изненађење многих ортопеда, истраживањима је откривено да у деловима зглоба, што је мањи притисак на хрскавицу, то су дегенративне промене наглашеније, што значи да су дегенеративне промене најизраженије у систему „без притиска“ (енгл. non-pressure) главице зглоба (нпр бутне кости). Исто тако, свакодневно оптерећење зглоба заправо чува зглобну хрскавицу, а неадекватно, неуобичајено оптерећење је најчешћи узрок дегенерације зглобне хрскавице
|  |  |  |  |  |

Зато се у најширем смислу те речи, примарна артроза може сматрати идиопатским феноменом, који се јавља у претходно нетакнутим (неоштећеним) зглобовима, без очигледног и јасног разлога покретања дегенеративних промена
У литератури се као етиолошки фактори примарне артрозе наводе; поред доба живота, гојазност, фактори наслеђа, физичка активност, хормонски статус, инфламаторне болести кука (као реуматоидни артритис, анкилосирајући спондилитис, Ритеров синдром, или лупус), калцијум пирофосфатна болест, дифузна идиопатска скелетална хиперостоза, гихт, хемохроматоза, остеонекроза и фрактуре око зглоба, укључујући и преломе ацетабулума, главе и врата бутне кости, оштећења хрскавице због инфекције или пенетрације остеофиксационог материјала у простор зглоба, при чему није доказано да и један од њих има пресудну улогу.
Данас све више података указује да у етиологији примарне артрозе учествују и имунолошки механизми.

#### Секундарна артроза
Секундарну артрозу, концептуално је лакше разумети. Она се односи на дегенеративна обољења синовија зглоба која произилази из неких предиспонирајућих стања, обично акутне или хроничне механичке трауме, која оштећује и мења зглобну хрскавицу и/или субхондрални део кости што мења и односе у зглобу.
Зато се секундарна артроза често јавља у релативно младих људи, након механичке трауме каква се налази код дисплазије, сублуксације или луксације (ишчашење) зглоба.
Секундарне артрозе могу се јавити након:
- Артритиса, (реуматоидног, инфективног итд).
- Дејства хемијских фактора (уратни артритис код гихта, хондрокалциноза, алкаптонурија).
- Слабљења околозглобног потпорног ткива (нешто ређе).

## Анатомско-физиолошке карактеристике зглобова
Зглобови могу да се класификују, као синовијални, фиброзни или комбиновани, на основу присуства или одсуства синовијалне мембране и обима кретања који се у њима обављају.
Нормални, функционално здрави, синовијални зглобови омогућавају значајан обим кретања дуж изузетно глатке хрскавичаве зглобне површине и имају значајну улогу у покретима тела. Ови зглобови су састављени од следећих структура:
- Зглобне хрскавице
- Субхондралне кости
- Синовијалне мембране
- Синовијалне течности
- Капсуле зглоба
- Лигамената

Код здравих синовијалних зглобова, крајеви костију које формирају зглоб су покривени глатким хрскавичавим ткивом, састављеним од хондроцита, окружених екстрацелуларним матриксом који садржи разне макромолекуле, од којих су најважнији протеогликани и колагени. Зглобну хрскавицу граде специјална колагена влакна која попут малих опруга излазе из кости, која се налази непосредно испод хрскавице, и пружају навише према њеној површини где се повијају и својим средњим делом пружају дуж површине хрскавице а онда чинећи неку врсту потковице, спуштају вертикално наниже и својим другим крајем припајају за кост. Свако колагено влакно на тај начин гради неку врсту „еластичне потковице“, која се при напрезању (удару) сабија, амортизујући удар, а по престанку напрезања враћа у првобитни положај. Функционална способност хрскавице обично је очувана до средњих година живота, код неких особа и дуже, да би се старења њена еластичност све више смањивала због умањене способности организма за њено обнављање.
Хрскавица је ткиво, које не само да покрива површину кости унутар зглоба већ и механички штити основу субхондралног дела кости, прерасподелом великих оптерећења (попут амортизера), одржавањем ниског контактног стреса и смањењем трења зглобних површина. Она омогућава костима да глатко „клижу“ једна преко друге, што олакшава кретање у зглобу и делује као „јастук“ који апсорбује енергију физичких покрета.
У саставу појединих зглобова као што је колено улазе и менискуси. То су фибрознохркавичаве творевине који леже на горњем полу платоа тибије и покривају њене две трећине. Облика су полумесеца и изузетно су савитљиви. Унутрашња граница им је танка за разлику од спољашње која је задебљала и којом су везани за капсулу зглоба чиме је продубљују. Повећавају контактне површине тибије и бутне кости за једну трећину и представљају амортизер ударца, током активности зглоба, чиме значајно смањују стрес на зглобну хрскавицу. Такође, потпомажу диструбуцију синовијалне течности унутар зглоба, помажући лубрикацију и нутрицију. У ортопедској литератури је наведено да имају изузетно важну улогу у стабилности зглоба, функцији и динамичком преносу оптерећења. ( 14-22 ) Заједно са хрскавицом зглоба граде беспрекорну клизајући површину. Спољни делови менискуса имају добар доток крви из фиброзне капсуле и синовије зглоба, због чега је зарастање боље код руптура спољашњих делова, за разлику од његових унутрашњих делова. У сваком менискусу у спољњој четвртини се налазе нервни завршеци који дају информацију о позицији зглоба.
Хрскавица зглоба на механичка оптерећења реагује слично кости. Повећање оптерећења повећава производњу матрикса, стварањем јачег ткива. Циклична компресија експланта (0,1 Hz, 2-3% компресије) стимулише хондроцитну синтезу матрикса. Иако хрскавица мора подносити силе затезање и тангенцијалне силе, оптерећења хрскавице већином су последица компресије и хидростатског притиска.
Зглобна капсула или чаура је везивна опна обложена синовијалном мембраном и испуњена синовијалном течношћу која штити и подмазује зглоб.
Хрскавица нема крвних, лимфних судова и нерава, већ се исхрањује индиректно преко синовијалне течности. Синовијална течност се формира ултрафилтрацијом плазме процесом који се одвија у ћелијама синовијалне мембране (синовиоцитима). Синовијалне ћелије продукују главне компоненте протеина синовијалне течности, хијалуронску киселину (хиалуронат). Синовијална течност не само да садржи хранљиве материје које исхрањују аваскуларну зглобну хрскавицу, већ својом вискозношћу апсорбују »ударе спорих покрета«, и дају зглобој хрскавици еластичност потребну да апсорбује »ударе брзих покрета«.
Зоне зглобне хрскавице
Прва зона
На површини хрскавице је прва суперфицијална или тангенционална зона, која штити дубоке слојеве хрскавице од стреса (трауме). Заузима око 10-20% укупне дебљине хрскавице. Садржи колагенска влакна чије су фибриле паралелно постављене у односу на хрскавицу и хондроците. Очуваност ове зоне је важна за одржавање дубоких слојева хрскавице. Ова зона је у директном контакту са синовијалном течношћу и одговорна за затезање хрскавице (које јој омогућава одупирање напрезању и оптерећењу).
Друга зона
Транзициона или прелазна зона је друга зона, која анатомски и функционално спаја површну и дубоку зону хрскавице. Простире се на око 40-60% укупне дебљине хрскавице; садржи протогликан и колагенске фибриле. У прелазној зони фибрили колагена су косо постављени, а хондроцита су сферичног облика са ниском густином. Функционално ова зона, представља прву линију која пружа отпор механичкој сили при оптерећењу.
Трећа зона
Дубока или радијална зона пружа најјачи отпор оптерећењу, с обзиром да су колагена влакна у њој постављена вертикално у односу на хрскавицу. Радијална зона садржи колагенска влакна највећег пречника, најбогатија је полигликанима и има најмање воде. Хондроцити су овој зони типично распоређени паралелно са колагенским фибрилама и перпендикуларно на линију зглоба. Дубока зона чини око 30% укупне дебљине хрскавице. Границу између дубоке (радијалне) и калцификоване зоне представља енгл. tide mark (назив за границу између калцификоване и некалцификоване зоне). Како ова зона садржи висок ниво протогликана дубока одговорна је за пружање највећег отпора бројним напрезањима у зглобу.
Четврта зона
Најдубљи слој хрскавице је калцификована зона, која одваја хрскавицу од субхондралне кости. У овој зони због малог броја ћелија метаболичка активност је слаба. Ћелије ове зоне су јединствене због синтезе колагена типа - „X“ који је важан за структуралну одрживост зоне и амортизацију удара на субхондралну кост.
Екстрацелуларни матрикс хрскавице
Матрикс зглобне хрскавице чине три зоне:
- Перицелуларна зона је танка и окружују је хондроцити. Садржи протогликан, неколагенске протеине и гликопротеине. Ова зона има улогу у покретању сигнала при оптерећењу зглобне хрскавице.[59]
- Око перицелуларне зоне налази се територијална зона коју чине је фибриле колагена. Дебља је од претходне зоне и пружа заштиту ћелијама хрскавице при механичком стресу.[60][61][62]
- Међутериторијана зона је највећа зона која поседује биомеханичка својства и одговорна је за механичке карактеристике хрскавице.[46] Оријентација колагених влакана ове зоне је паралелна у односу на суперфицијалну зону, коса на територијалну и вертикална на дубоку зону хрскавице. Ова зона поседује висок садржај протогликана.

## Патоанатомија
Патоанатомски гледано, артроза је обољење коштано—мишићно—зглобног система које настаје услед „трошења“ („нагрижености“) хрскавице процесом природног старења или претходних, понављајућих оштећења зглобова, бројним етиолошким факторима. Артроза представља прогресивну и хроничну дегенеративну промену на једном или више зглобова, коју карактеришу функционалне, структурне и деструктивне промене на хрскавици која прекрива зглобне површине, са секундарним променама на костном ткиву које лежи испод ње.
у нормалним условима, током повремених оптерећења, нпр, у току хода, зглобна хрскавица се деформише али и враћа у почетни облик. У тим условима она служи као нека врста „пумпе“ која обезбеђује „испумпавање“ продуката сагоревања и „усисавање“ нутријената, воде и другог градивног материјала. Компресија и враћање у почетни облик - главни је услов за регенерацију оштећене хрскавице након акутних механичких траума. Међутим, претерано или продужено дејство оптерећења и понављајућа траума, негативно утиче на зглобну хрскавицу и њену функцију, што се последично компликује, преласком у патолошко стање — остеоартрозу.
Исрана хрскавице и менискуса обавља се посредно, само из синовијалне течности, јер хрскавичаво ткиво не поседује сопствене крвне судове. Састав материјала од кога је изграђена хрскавица умногоме зависи од квантитета и квалитета нутритијената синовијалне течности коју лучи синовијалне мембрана. На то утиче стање виталност (здравствено стање организма пацијента) и способност зглобних структура да апсорбују „шокне ударе“ на клизним површинама. Ефикасност циркулације и дифузије синовијалне течности је у директној спрези са покретима у зглобу. Тако, према досадашњим сазнањима, за одржавање равнотеже у хрскавици, од кључног значаја су цикличне варијације механичког оптерећења зглобне хрскавице, које резултују периодичним променама у метаболичкој активности хондроцита. Зато су кретања у зглобовима неопходна за правилан метаболизам хрскавице. Може се закључити да дуготрајна мировања као и префорсирана кретања у зглобу могу довести до погоршања исхране хрскавице.
Матрица хрскавице у себи садржи две главне врсте макромолекула; глукозамин (протеогликане), и колаген. Висока концентрација протеогликана у хрскавици и колагена мреже стално су под „напоном“, што доприноси униформној расподели оптерећења, која утиче на хрскавицу, и на тај начин јој пружају одређене услове за бржи опоравка након престанка оптерећења. Са губитком чак и јако мале количине глукозамина у хрскавици матрикса, ефекат отпора који она пружа физичким активностима се смањује, а површина хрскавице постаје подложна оштећењима. У најранијим фазама остеоартрозе хрскавица постаје гушћа од нормалног стања, али са прогресијом болести она се тањи, постаје мека, порозан и у њој се стварају дубоки чиреви (улцерације) и цисте, обично само у најактивнијим деловима зглоба. Ходроцити су активни само при физиолошком нивоу оптерећења. Изван ових граница, односно у стањима прекомерног или недовољног оптерећења хрскавице хондроцита губе улогу одржавања нормалне структуре и функције матрикса. Различите вредности хидростатичког притиска регулишу метаболизам хондроцита, али се не зна тачно и на који начин.. Можда се ради о неспецифичном процесу побољшању размене материја између синовије, зглобног простора и хрскавице или пак о активацији механорецептора на површини хондроцита.
Као последица нарушених физиолошких механизама код артроза, зглобне хрскавица се троше, постају рапаве, истањене а испод њих се кости задебљавају, јер су изложене патолошком процесу, услед узајамног трења једна насупрот друге. Код тешког облика остеоартрозе хрскавица може постати толико танка да уопште не покрива поједине делове кости. Делови откривене кости се услед директног додира све више троше. Тако губитак хрскавице, истрошена кост и задебљани делови кости све више мењају облик зглоба, његову функцију, статику и положај тела у простору.
Током времена, у артротичном зглобу стварају се мали абнормални костни израштаји, на рубу зглобова (звани коштане израслине, болни чворићи или остеофити). Појава остеофита, који се понашају попут страног тела у зглобу, узрокује бол и отицање, запаљење, деформацију положаја и ограничавају покрете у зглобу. Ове израслине могу се за ломити или потпуно одвојити и заглавити у зглобном простор између костију, што проузрокује, повремене блокаде, ограничава покрете и још више појачава болове и настанак тежих оштећења.
Синовијални омотач зглоба, у овим условима, може излучивати додатну количину течности која доводи до лакшег едема зглоба. Капсула и лигаменти се задебљавају стежу, и покушају да стабилизују зглоб, који се деформише и лагано губи свој облик и статику. Због редуковане функције зглобова околни мишићи постају све тањи (због атрофијом изгубљене масе).
Током акутне фазе остоартротског процеса зглоб заправо покушава да се сам опорави. У многим случајевима, као што је то нпр код малих зглобова прстију, опоравак је успешан. То објашњава зашто многи болесници код којих се развије остеоартроза немају неких већих потешкоћа. Ипак, опоравком се не може увек надокнадити оштећење што озбиљно утиче на функцију зглоба, и чини га оштећеним и болним, тешко покретљивим, статички измењеним. То се догађа код великих зглобова као што су зглобови колена и кукова.
Остеоартроза је спори процес који се развија понекад и годинама. У већини случајева ради се незнатним променама које делују само на део зглоба. Тако болесници који болују од остеоартроза могу месецима имати незнатне потешкоће, све док се у оболелом зглобу не развију тежа оштећена хрскавице праћена запаљењским процесом. Код таквих болесника оштећења су озбиљнија и обимнија, а тагобе израженије. Тако настале структуралне промене, у оквиру пратеће инфламације, праћене су порастом цитокина што доводи до периферних сензитизација, које се манифестују примарном хипералгезијијом, спонтаним болом и болом при уобичајеним активностима.
Проинфламаторни цитокини су најодговорнији за катаболичке процесе током остеоартрозе. Ту спадају: туморски фактор некрозе - alfa (TNF−α) и интерлеукин - 1 beta (IL-1β), као и леукемијски инхибиторни фактор (LIF и IL-17). Ови фактори индукују активност протеолитичких ензима металопротеиназе - MMP (стромелизин и колагеназе); инхибишу синтезу инхинбитора MMP (TIMP), протеогликана и колагена тип-I и тип-III. IL-1 је снажнији од TNF−α, који доводи до деструкције ткива и делује као медијатор запаљења. У ткивима је посебно важна равнотежа између IL-1 и његовог антагонисте (IL- Ra), управо због тога што је ткиво подложно настанку оштећења. LIF - цитокин, који припада фамилији IL-6 може стимулисати ресорпцију протеогликана, синтезу MMP и ћелијску продукцију азотног-моноксида.
Зглоб кука, у поређењу са другим зглобовима, једна је од локализација на којој се артроза (коксартроза) најчешће развија у нешто каснијој животној доби, између педесете и шездесете године живота. Коксартроза је чешћа у жена, и може се развити на једном или истовремено на оба зглоба кука. У 20% болесника са артрозом кука налазимо и артрозу у других зглобовима, најчешће зглобовима прстију шака, колена, слабинском делу кичме.
На крају овог поглавља може се закључити да биохемијски састав синовијалне течности, поред дуготрајног мировања, учесталих траума (повреда) или запаљења доводи до развоја болести која се зове остеоартроза. При томе треба имати у виду да за разлику од других облика артритиса (постоји око 100 различитих врста), артроза не испољава свој утицај на унутрашње органе, као што то чине друге системске болести коштанозглобног система.

### Болни чворићи (остеофити)
На шакама у артрози најчешће су захваћени крајњи зглобови прстију. Тај облик артрозе назива се Хеберденови чворићи. Они се развијају на постраничним деловима фалангеалних зглобова, понекад су јако болни, понекад црвенкасте боје. Могу се развијати постепено, месецима или настати нагло, и тада је њихова појава праћена јаким боловима. Врхови прстију могу бити топлији, а у пределу чворића болесник осећа жарење, трњење и јак бол који се појачава на додир и покрете у зглобу.
Када се чворићи формирају, болови престају, али на прстима остају трајне деформације зглобова. Артроза може захватити и средње зглобове прстију шака, уз слична задебљања на постраничним деловима зглобова, али се тада они називају Бушардова артроза. Потешкоће због артрозе зглобова шака често претходе развоју артрозе других зглобова. Хеберденови чворићи врло су чести код жена, чак десет пута чешћи него код мушкараца. Обично настају након 45. године живота, код већег броја сродника у једној породици.
Честа локализација артрозе је и базални зглоб палца, а може се јавити у занимањима која захтевају понављајуће монотоне покрете прстима шака (нпр код кројача, плетиља итд). Кретања палцем врло су болна и редукована, а функција шаке отежана.

### Узроци бола у артрози (остеоартрози-остеоартритису.[78]
| АНАТОМСКА СТРУКТУРА                                                                           | ПАТОФИЗИОЛОШКИ ПРОЦЕС |
| --------------------------------------------------------------------------------------------- | --- |
| - синовијална мембрана - супхондрална кост - остеофити - зглобна капсула и лигаменти - мишићи | - запаљење, страно тело (фрагменти, хрскавице) - микрофрактуре, промењена интеросеална (унутаркоштана) динамика - растезање периосталних нервних завршетака (због васкуларних закрчење субхондралне кости, која доводе до повећане интраосеалнаог-унутаркоштаног притиска) - растезање (капсуле зглоба, заједничким дејством истезања и накупљања излива) - спазам (изазван периартикуларним-околозглобним грчевима због замора мишића и вазоспазма крвних судова) |

## Клиничка слика
На почетку болести болесник се замара при коришћењу степеница или преваљивањем дотад уобичајених удаљености. Након тога јавља се мука и бол у оболелом зглобу, која узрокује постепено ограничење покретљивости, укоченост зглоба, слабости мишића, отока, што доводи до редукција активности због смањен обим покрета и губитак функције зглоба, пуцања, шкрипе, крцкања у зглобу и скраћивања уда
| Знаци и симптоми                              | Опис |                                                                                 |
| --------------------------------------------- | --- | ------------------------------------------------------------------------------- |
| Бол                                           | - Главни је симптом у остеоартрози, који настаје комбинацијом бројних механизама, који укључују многе анатомске структуре и патофизиолошке процесе - Може се манифестовати у виду жарења или оштрих пробода или у виду убода иглом. - Код неких особа, бол може „долазити и одлазити“. - Константан бол или бол који се јавља у току спавање најчешће може бити знак да се клиничка слика артрозе погоршава. |                                                                                 |
| Укоченост зглоба                              | - Најчешће се манифестује отежаним покретима након јутарњег устајања из кревета или дужег лежања је јадан од честих симптома. - У зглобовима се након мировања јавља осећај крутости и шкрипања у оболелом зглобу, краће или дуже време након поновног покушаја успостављања кретања. - Укоченост се може јавити у оболелом зглобу након краћег или дужег седања.                                            |                                                                                 |
| Слабост мишића                                | - Карактерише се слабљењем њихове функција око заједничког зглоба. - Ово се најчешће дешава код артрозе у коленима. |                                                                                 |
| Оток                                          | - Чест је симптом који се доживљава као осећају напетости и бола. - Деформација зглобова | Карактерише се измењеним изгледом (обликом), поготово у фази погоршања болести. |
| Смањен обим покрета и губитак функције зглоба | - Како се артроза погорша, пацијент све више губи могућност слободних покрета (било да се ради о флексији, екстензији или ротацији у зглобу)а у терминалној фази нападнути зглоб неће моћи да користи. |                                                                                 |
| Пуцање, шкрипа, крцкање                       | - Као звучни феномен може се јавити у оболелом зглобу у току покрета. |                                                                                 |
| Скраћење уда                                  | - Нпр. ноге, може настати на захваћеној страни. - Болесник шепа и у ходу се нагиње на страну захваћеног зглоба, јер тако несвесно смањује оптерећење зглоба и умањује болове. |                                                                                 |
| Редукција активности                          | - Карактерише се отежаним седењем, лежањем или устајењем из тих положаја. - Болесник не може чучнути, клекнути, а који пут се нити сагнути. - Свакодневно обување обуће код болесника изазива велике потешкоће, као и одевање, купање и обављање најједноставнијих кућних послова. |                                                                                 |

## Дијагноза
Традиционални начин постављања дијагнозе остеоартрозе је могућ тек након што бол и укоченост постане упорна а рендген покаже оштећења хрскавице у зглобовима. До тада, од почетка болести најчешће је прошло доста времена и оштећења у зглобу су обично озбиљна. Лечење, у том тренутку усмерава се само на купирање симптома. То мало успори болест, и пацијента привремено ослобађа тегоба, а често је за потпуно ослобађање од тегоба потребна и тоталне замене зглоба (вештачким). Зато је правовремено постављање дијагнозе артрозе од изузетног значаја за даљи ток течења.
Дијагноза остеоартрозе поставља се на основу; правилно сачињене историје болести, клиничког прегледа, лабораторијских и рендгенолошких налаза (према потреби и компјутеризоване томографије или магнетне резонантне томографије зглобова)
Историја болести
Правилно узета анамнеза од болесника и квалитетно сачињена историја болести, вероватно је најбоље средство да лекар дијагностикује остеоартрозу. Зато је узимање медицинска историје »прва линија дијагностике« у остеоартрози.
Следи листа питања које лекар поставља пацијенту и евидентира у историји болести код сумње на остеортрозу:
- Шта је главни симптом или проблем због кога је пацијент затражио помоћ лекара?
- Да ли постоје неки други симптоми осим болова и других тегоба у зглобовима, које он доживљава?
- Колико дуго трају симптоми? Када и како су почели?
- Карактеристике симптома (локализација, интензитет бола, покретљивост зглоба, да ли је бол, константан или он долази и одлази итд)
- Да ли су симптоми везани за активност или недостатак активности?
- Да ли су симптоми утичу на радну способност и друге дневне активности?
- Да ли се тегобе повећавају у току дана или постају још горе у вечерњим сатима?
- Да ли пацијентови родитељи, браћа и сестре или други крвни сродници болују од артрозе или артритиса?

Физикални преглед
Код пацијената са артрозом утврђивање клиничког налаза физикалним прегледом ограничено је на оболео зглоб. Физикални преглед подразумева инспекцију, палпацију и тестирање покретљивости зглоба. Захваћени зглоб се прегледа при стајању, ходању и лежању болесника, и увек упоређује са контралатералном (супротном), здравом страном.
У физикалном налазу доминира појава бола при манипулацијама зглобом, смањен обим покрета и појава пуцкетања (крепитација) у оболелом зглобу.
Запаљењске промене у зглобовима су обично одсутне или слабо изражене. Већина случајева са остеоартрозом не укључују црвенило или осећај топлоте у зглобовима, међутим, изливи течности у зглобу могу бити често присутни. Ограничена покретљивост или атрофије мишића око оболелог зглоба може бити један од физичких налаза.
Околни лигаменти и зглобна капсула су деформисани и изазвани су коштаним проширењима (остеофитима) која се могу појавити у различитом облику у зависности од тежине болести. Хеберденови чворићи и Бушардови чворићи који представљају опипљив и видљиве остеофите у артрози, могу се уочити на дисталним интерфалангеалним зглобовима прстију руку или ногу, и израженији су код жена, али се јављају и код мушкараца.
Испитивање крви
Класичне анализе крви немају рутински значај у дијагностици остеоартрозе, јер је у већини случајева крвна слика без особености. Ов енализе имају много већи значај у диференцијалној дијагнози код нејасних случајева остеоартритиса.
Имуно-серолошки тестови уколико се циљано траже и добро интерпретирају, могу бити од великог значаја за потврду дијагнозе и одлуку о даљем третману болести. Особе које имају само позитивна аутоантитела морају бити редовно праћене јер је доказано да аутоантитела могу да претходе симптомима болести.
Позитивна укупна АНА треба да буду тумачена у одговарајућем клиничком контексту и неопходно је одредити њихову ближу специфичност. Серијско одређивање аутоантитела ради праћења њиховог титра и концентрације је ретко корисно за процену активности или потврду погоршања болести.
Радиографија
Нативна радиографија је једна од најчешће примењиваних метода за визуелизацију промена у зглобовима код остеоартрозе. Она може у погођеном зглобу показати промена као што су; губитак хрскавице, оштећења костију, стање зглобне шупљине. При овом прегледу треба имати у виду да често постоје велика разлика између озбиљности остеоартрозе која је откривена на рендгенском снимку и степена бола и инвалидитета и других тегоба које објективно доживљава болесни. Такође, радиографија није у стању да открије рана (почетна) оштећења у остеоартрози пре него што је дошло до већих губитка хрскавице.
У диференцијалној дијагнози хроничне остеоартрозе радиографија има своју улогу. Налаз субкортикалних циста, без ерозија уз присуство гихтични тофуса иде у прилог гихта.
Магнетна резонантна томографија
Од увођења МРТ и примене нових метода снимања у оквиру ње остварен је изузетан значај у раном откривању и превенцији артроза. Нови метод - МР томографије у остеоартрози - користи модификовани облик снимања магнетом резонанцом којим се одређује концентрација молекула познатог као гликозамингликана (ГАГС) у хрскавици зглобова, који је одговорни за многе механичке особине хрскавичног ткива, укључујући и његову чврстину и еластичност. Метода се заснива на чињеници које је данас позната радиолозима, да се концентрација гликозамингликана снижава у остоартритичној хрскавици. Међутим прави разлози за снижења гликозамингликана су непознати.

### Критеријуми за дијагнозу најчешћих артроза
| Локализација        | Критеријуми |
| ------------------- | --- |
| Остеоартроза шаке   | - Бол - Ограничена покретљивост - Хеберденови чворићи и Бушардови чворићи - Радиографске промене - Најчешће норнални лабораторијско-биохемијски налази                                                                   |
| Остеоартроза колена | Бол у колену и радиографски налаз остеофита - Старост болесника изнад 50 година - Јутарња укоченост, која траје краће од 30 минута - Крепитације (пуцкетање) у зглобу колена при покретима                               |
| Остеоартроза кука   | Бол у куку код старијих особа и ограничена покретљивост - Седиментација мања од 20 mm/час - Радиографске промене (бутни или чашични остеофити) - Радиографско сужење зглобног простора (горе, аксијално и/или медијално) |
| Остеоартроза кичме  | - Бол - Ограничена покретљивост - Радиографске промене (дегенеративне промене интервертебралних зглобова и дискуса) - Претежно нормални лабораторијско-биохемијски налази                                                |

## Диференцијална дијагноза
С обзиром да су код остеоартрита знаци инфламације минимално изражени и да нема системских манифестација болести, остеоартроза се лако диференцира од осталих артрита. Неурогена артропатија (Шаркоова болест) лако се диференцира неуролошким прегледом и рендгенским налазом. Међутим у диференцијалној дијагностици не треба искључити могућност да остеоартроза може да се јави истовремено и са било којим другим реуматским и нереуматским обољењем зглобова.
Треба бити врло опрезан, и у дијагностици олако не приписивати све тегобе у зглобовима артрози, а нарочито у кичми, дегенеративним променама зглобова (артрози), јер исте могу бити и последица метастаза малигних тумора, мултиплог мијелома, остеопорозе и многих других болести. Неко од њих наведене су у овој табели;

### Диференцијална дијагноза основних и могућих болести у остеоартрози
| Основна | Могућа |
| --- | --- |
| - Анеуризма абдоминалне аорте - Анкилозирајући спондилитис - Аваскуларна некроза - Аваскуларна некроза, главе бутне кости - Болест депоновања калцијум и пирофосфата - Неуропатске артропатије - Лајмска болест - Пателлофеморални артритис - Пателофеморални синдром - Препателарни бурзитис - Псоријатични артритис - Реуматоидни артритис - Риноспоридиоза (лат. ) | - Болести изазване таложењем кристала - Псеудогихт - Инфламаторних артритис - Серонгативне спондилоартропатије - Инфицирани заједнички артритис - Механичким надражајем изазван бол - Реактивни артритис |

## Терапија
Непозната и недовољно разјашњена улога етиолошких чинилаца у настанку артрозе усмерава терапију на; ублажавање и сузбијање симптома (пре свега бола), одржавање и побољшавање функција оболелог зглоба, смањење физичке неспособности, уклањање фактора ризика, едукацију болесника (здрав начина живота).
Ублажавање и сузбијање симптома
Ублажавање симптома болести и почетак лечење ОА заснива се пре свега на примени лекова које имају за циљ да отклоне бол, олакшају и побољшају функционално стања оболелог зглоба.
Данас је у употреби неколико група лекова за успоравање или заустављање прогресије општих симптома у оквиру остеоартрозом изазваних поремећаја у које спадају:
Аналгетици
- По правилу, на основу највишег степена препоруке еминентних организација,[101][102][103] код болесника са благим и умереним болом терапију остеоартрозе треба започети парацетамолом (ацетаминофеном), због његове добре ефикасности и безбедности.
- Уколико нема нежељених ефеката, лечење параветамолом треба наставити.[104]
- Због могуће повезаности парацетамола са хепатотоксичношћу и нежељеним променама на желудачно-цревном тракту (ГИТ) препоручена је примена мање укупне дневне дозе, од тренутно препоручене > 4 грама, која за болеснике са желудачно цревним сметњама треба да буде < 3 g тако да појединачна доза лека није већа од 650 mg.[105][106]
- Дуготрајно узимање већих доза парацетамола може нарушити бубрежну функцију, смањењем филтрације мокраће у гломералима,[107] повећати инциденцију хипертензије код жена[108] и мушкараца, у односу на особе које га нису користиле.[109]
- Парацетамол је показао, у неким клиничким студијама, мање ефекте код болесника са средњим и јаким интензитетом ОА, у односу на НСАИЛ, уз сличне мере безбедности.[в]

Нестероидни антиинфламаторни лекови
- Нестероидни антиинфламаторни лекови (НСАИЛ), користе се за лечење остеоартрозе због свог аналгетског, антипиретског и антиинфламаторног дејства, односно способности ублажавања симптома болести.[104]
- Основни механизам дејства ових лекова је инхибиција циклооксигеназе (ЦОКС), а тиме и синтезе простагландина (ПГ), који су кључни медијатори у процесу запаљења, које последично прати бол и повишена телесна температура.[104]
- Већина нежељених дејстава НСАИЛ, настаје као последица инхибиције конститутивне изоформе ЦОКС - 1, што се манифестује на желудачно-цревном тракту (ГИТ), бубрегу, кожи и централном нервном систему. Највећу учесталост, по подацима из литературе, нежељених ефеката имају на ГИТ (диспепсија, ерозије, улкус са крварењима ).[111]
- Фактори који доприносе појави нежељених дејстава НСАИЛ су: доза лека која је већа од препоручене, старије животно доба, дужа употреба лекова, истовремена примена два или више НСАИЛ, као и постојање улкуса или сличног ГИТ обољења пре почетка узимања лекова из ове групе.[104]
- Најчешће коришћени НСАИЛ лекови су, ибупрофен и диклофенак у различитим дозама. Како је познато да је „златни стандард“ гастропротекције инхибитор протонске пумпе (нпр омепразол), болесници према неким студијама најчешће користе лек из групе Х2 блокатора (ранитидин ).[104]
- У недавној клиничкој студији показан је повећан ризик за срчано судовних болести и нежељени догађаји код болесника који дуже време узимају НСАИЛ, из групе СОХ-2 инхибитора.[112][104]
- Иако постоје докази о нежељеним дејствима НСАИЛ-а, бројне институције подржавају употребу НСАИЛ у лечењу ОА код болесника са високим ризиком за крварења у желуцу и цревима, уз препоруку да се НСАИЛ - СОХ-2 инибитор или неселективних НСАИЛ примењују уз гастропротективни лек.[104]

Кортикостероиди
Убризгавање глукокортикоида у зглоб (као што је хидрокортизон) доводи до краткорочног ублажавања бола које може трајати између неколико недеља и неколико месеци. Неке студије пријавиле су негативне ефекте интраартикуларних ињекција кортикостероида у већим дозама, а испитивање из 2017. године показало је смањење дебљине хрскавице са интраартикуларним триамцинолоном сваких 12 недеља током 2 године у поређењу са плацебом. Студија из 2018. године је открила да је интраартикуларни триамцинолон повезан са повећањем интраокуларног притиска.
Спороделујући лекови за ОА (SYSADOA)б
Спороделујући лекови за остеоартрозу енгл. Slow–Acting Drugs for Osteoarthritis (SYSADOA) су према ставовима Европске медицинске агенције (енгл. The Europen Medicine Agency(EMA)) разврстани у две групе :
- Хондропротекторе за ОА (SySADOA), или симптоматске спороделујуће антиартротичне лекове (SySADOA). То су препарати који делују на симптоме и немају дејство структуралне промене у зглобовима. Ефикасност лекова из ове групе није довољно доказана.[1]
Хондропротективни ефекат заснован је на антикатаболичком дејству, инхибицији бројних ензима, преко цитокина IL-1 који учествује у разградњи екстраћелијског матрикса и стимулацији анаболичке активности хондроцита, повећаној производњи простагландина, колагена и других састојака хрскавице.[1] Постоје докази да је одговарајућа примена ових лекова ефикасна у смиривању бола у остеоартрози, али да могу и да спрече или успоре промене у грађи хрскавице зглоба. Углавном се добро подносе и безбедни су за дужу употребу код највећег броја болесника.[1]
Ефекат лека може се очекивати тек након дуготрајне примене. Минимална препоручена дужина лечења је 3 месеца, након кога се и процењује ефекат лека (да ли је дошло до смањења бола и побољшања покретљивости) и доноси одлука о сврсисходности даљег наставка овог лечења.[1]
Нека испитивања указују да ипак нема значајне разлике у клиничком ефекту симптоматских спороделујући антиартротичних лекова (SySADOA) у односу на НСАИЛ или плацебо. Од хондропротектора у терапији остеоартритрозе до сада су највише проучени, и зато имају најширу примену, глукозамин сулфат и хондроитин сулфат.[118] Истраживачи су дошли до закључка да нпр глукозамин сулфат симптоматске ефекте остварује посредством сулфатног молекула.[119]
- Хондротропни лекови за ОА (DMOADs), или болест модификујући антиартротични лекови енгл. Diseases Modyfing OA Drugs (DMOADs) су заправо стварни, суштински ходропротектори. Хондротропна терапија, код ових лекова заснива се на регенерацији и излечењу зглобне хрскавице, стимулацијом хондроцита на повећану синтезу макромолекула.

Ово је нова група лекова, који имају касно дејство на промене у оболелом зглобу, које се испољавају тек после неколико месеци употребе. Тако се нпр дејство јавља након 1-2 месеца, и одржава најмање 2 месеца после престанка лечења. Ови лекови могу да спрече, одложе, обнове оштећену хрскавицу у оболелом зглобу и немају директне ефекте на симптоме болести. Користе се у лечењу ОА колена, са нешто мањим резултатима код ОА кука и шака, док њихов утицај на остале зглобе још није утврђен.
Како се ради о новим лековима, ова група лекова је једним делом у употреби а другим делом у фази истраживања или пререгистрације.
Одржавање и побољшавање функција оболелог зглоба
Одржавање и побољшавање функција оболелог зглоба може се постићи применом једне од следећих метода:
Физикална терапија
Врло корисна метода лечења која у комплексном лечењу артроза има значајну улогу је физикална терапија. Она има за циљ да смањи запаљење у зглобовима, ојача снагу мишића и вратити обим покрета у зглобу. У физикалној терапију примењују се вежбе којима се одржава обим покрета зглоба, које могу бити активне, пасивне и потпомогнуте од стране физиотерапеута, или помоћу машине за континуирано пасивно покретање. Посебно се спроводе вежбе за ојачавање мишића, нарочито ногу. Такве се вежбе лакше изводе у води, па је зато хидротерапија важан део лечења артроза. Корисне су и топлотне процедуре: криомасажа или масажа ледом, парафински облози, солукс-лампа, затим ултразвук, ласер, електротерапија, лимфна дренажа.
Корективна остеотомија голењаче или бутне кости
Корективна остеотомија је оперативни захват који је индикован у случајевима ограниченог развоја остеоартрозе (интерне или екстерне), коју прати деформација удова у пределу колена (варус („О“) положај или валгус („Х“) положаја) и може бити ефикасна алтернатива код лечења артрозе колена у млађих болесника.
Промена начина живота
Промена начина живота је веома битан чинилац успешности лечења артрозе. Ако болесник са артрозом великих зглобова ногу, након што је упознат са својом болешћу, промени стил живота и максимално чува своје зглобове; не оптерећује их превише, користи помагало у ходу у болним фазама болести и повремено спроводи физикалну терапију, може држати своју болест под контролом дуги низ година. Лечење артроза шака траје много дуже и није сасвим успешно, па се поред правилног начина живота допуњује лековима и физикалном терапијом.
Смањење физичке неспособности
Када све претходно описане врсте лечења закажу, преостаје још оперативно лечење. Оперативним (хируршким) лечењем остеоартроза може да се ублажи бол, коригује нарушена статика и побољша функција оболелог зглоба/зглобова.
Хируршким методама може се радити; тзв. „бријање зглобних површина“, или „тоалета зглоба“, корективна остеотомија (нпр када се операцијом исправљају погрешни механички односи у зглобу које имамо код „О“ и „Х“ деформитета), и уградња ендопротезе зглоба, односно замена зглоба вештачким.
Коју врсту захвата и када тај захват учинити - одређује ортопед када су остале конзервативне методе лечења исцрпљене, а промене на зглобу такве да онемогућавају болеснику нормалан живот. У ове метод лечења спадају;
Артроскопија
Артроскопија је инвазивна дијагностичка и терапијска метода у ортопедији у току које се уз помоћ специјално конструисаног уређаја, ендоскопа (флексибилних (савитљивих) црева и микрокамера на крају ендоскопа) врши испитивање (посматрање) унутрашњости зглоба (артроскопија), након кога се према индикацијама доноси одлука о артропластици или ремонтовању зглоба. При раду се користе мањи хируршки инструменти који се уводе у зглоб кроз један или више додатних резова. У току артроскопије може се урадити и неколико мањих или већих хируршких интервенција; испирање зглоба, уклањање страних тела из зглоба (крвних угрушака, заломљених остеофита, делова менискуса) итд. Предност артроскопске хирургије у односу на класичну хируршку методу приступа - артротомији, је у томе што је мање инвазивна, а током поступка се наноси мања штета везивном ткиву зглоба, обезбеђује боља видљивост унутрашњости зглоба и брже је време опоравка након интервенције што је посебно значајно код радно активних особа, спортиста и деце.
Артропластика
Артропластика је инвазивна методе у ортопедској хирургији којом се морфолошки и функционално мењају, замењују или ремоделују заједничке површине зглоба применом имплантата од вештачких материјала (обично од метала и дугог материјала отпорних на замор), са високом корозивном отпорношћу. Такође имплантати који се користе у артропластици зглобних површина морају бити од таквог материјала који је са малим коефицијентом трења и малом брзином хабања, што гарантује дуготрајност њихове употребе.. Артропластиком се у суштини врши замене делова или целог болесног зглоба новим вештачким зглобом односно зглобном протезом (ендопротезом) која замењује болесни зглоб у структурном и у функцијским погледу. Артропластиком уграђена ендопротеза може бити тотална (ТЕП - тотална ендопротеза) кад се мењају оба дела зглоба (чашица и главица) или парцијална (ПЕП - парцијална ендопротеза) кад се мења само један део зглоба. Зависно од тога да ли је оболео један два или више зглобова може се оперисати један зглоб али је могуће урадити операцију једнострано или чак и обострано више зглобова истовремено (нпр код артропластике колена).
Остеотомија
Корективна остеотомија је инвазивна метода резања или сечење и уклањање оштећених костију. Овај вид лечења најчешће се примењује код млађих особа са почетним знацима артрозе, јер се овом интервенцијом могу успорити дегенеративне промене у зглобу и исправити поремећене осовине доњих удова („О“ или „Х“ колена. Код „О“ положаја колена, остеотомија се изводи на тибији (глежњачи), а код „Х“ положаја остеотомија се изводи на фемуру (бутној кости). Место након остеотомије фиксира се плочом и завртњима.
Хондропластика
Хируршка метода која се примењује у ортопедији за репарацију оштећене хрскавице назива се хондропластика.
Артродеза
Инвазивна метода у ортопедији која се заснива на спајању заједничких коштаних крајева зглобова у циљу спречавања заједнички покрета назива се артродеза. Она се примењује након дугогодишње болести значајних повреда или тешких облика остеоартрозе. Поступак артродезе изводи се након претходно исцрпљених могућности за примену функционалнијих метода, са циљем сузбију болови тако што након спајања костију спречавају даљи заједнички покрети у зглобу.
Уклањање фактора ризика
Смањење телесне тежине
Веома битан чинилац за успешно лечење артроза је смањење или редукција телесне тежине код гојазних особа. Клиничке студије су показале да и минимални губитак телесне тежине (чак и за 5% -10%), може драстично смањити болове у зглобовима и побољшати толеранцију на телесно вежбање.
Промена активности или промене делатности
Прелазак из активног живота у нижи ниво активности има за циљ да се што је могуће више растеретите зглобове и тиме смањи болови и даље оштећење хрскавице што може успорити даље напредовање артрозе.
Коришћење додатне подршке
Додатна подршка оболелим зглобовима у виду ортоза и других ортопедских помагала може да растеретити зглоб и тиме смањити болови и друге тегобе.
Едукација
Едукација болесника о природи болести један је од примарних терапијски приступ у лечењу артрозе. Неколико студија Фондација за артритис у САД је показало да едукација о артрози има велику корист за пацијенте. Кроз едукацију, пацијенти могу изградити правилан начин живота и рада, умањити бол и повећати функцију зглоба. Наравно едукацију треба спроводити уз сталне посете и праћење резултата њене примене од стране лекара.
| ФАЗА 1 Иницијално лечење                                                                                                  | ФАЗА 2 Перзистентни бол или прогресивни бол или погоршање ограничења покрета                                                   | ФАЗА 3 Изражене тегобе и поред мера из фазе 2                                                                                                  |
| --- | --- | --- |
| - едукација - смањење телесне тежине код гојазних - физикална терапија (кинезитерапија) - благи лекови за ублажавање бола | - наставак фазе 1 - консултовање реуматолога - НСАЛ - интраартрикуларна примена кортикостероида - примена ортопедских помагала | - наставак фазе 1 и 2 - интраартикуларна примена хијалуронске киселине - консултовање ортопедског хирурга и хируршки захват према индикацијама |

## Прогноза
Прогноза дегенеративног обољења зглобне хрскавице је релативно добра и умногоме зависи од врсте оболелог зглоба, активности пацијента и тежине клиничке слике. Године старости, индекс телесне масе, варус деформитети, и више укључених зглобова у болест, ствара веће шансе за прогресијом остеоартрита. Зато је прогноза код коксартрозе кука и гонартрозе колена знатно лошија, јер долази до тешких функционалних испада и инвалидности које захтевају туђу негу и помоћ или хируршко лечење.
Како не постоје докази о узроку болести примена лекова за остеоартритис (који су тренутно познати), усмерена је само на ублажавање симптома и тегоба али не и лечење дегенеративних промена па болест непрестано напредује до краја живота болесника. Иначе сама болест не утиче на опште стање организма и дужину живота болесника.
Прогноза код болесника са остеоартрозом код којих је успешно извршена замена зглоба кука и колена протезом (артропластика), је повољна у више од 90% случајева Међутим, уграђена протеза мора да се ревидира 10-15 година после њене уградње, у зависности од нивоа активности и старости пацијента. Млађи и активнији пацијенти ће углавном захтевати ревизију протезе, док код већине старијих пацијената ревизија није потребна.

## Артроза као друштвени проблем
Висока и све већа преваленца остеоартрозе подразумева и значајно увећање трошкове за друштво, који могу бити;
- Директни, који укључују трошкове болничког и бањског лечења, трошкове посета лекару, набавку лекова и трошкове хируршких интервенција.
- Индиректни који укључују изгубљено време са посла, умањење зараде и друге добити, трошкове туђа неге и помоћи.

Трошкове лечења и социјалног збрињавања болесника са артроза могу бити изузетно велики код старијих особе, који се поред болести суочавају са потенцијалним губитком радне и функционалне способности, недостатком материјалних средстава и губитком „независности“ што захтева туђу помоћ за свакодневне активности.
Како се у многим популацијама развијених земаља у наредним деценијама очекује све већа дужина живота, потреба за лечењем све већег броја старијих особа са остеоартрозом не само да ће захтевати све већи утрошак новчаних средстава, већ и потребу за нова истраживања у проналажењу бољих терапеутских и алтернативних метода превенције и збрињавања болесника са остеоартрозом.
Примера ради, само у Сједињеним Америчким Државама за лечење болесника са остеоартрозом наплаћено је од приватног осигурања 14,8 милијарди долара (у просеку око 15.400 америчких долара за један боравак у болници), што је био други најскупљи облик лечења у америчким болницама у 2011. години.